# Josef Havel
Josef Havel (* 12. Februar 1982 in Brünn) ist ein tschechischer Futsalspieler.

## Karriere
Havel begann seine Karriere beim damaligen Erstligisten Helas Brno. Die Saison 2006/07 beendete Helas auf einem Abstiegsplatz. Havel wechselte daraufhin zum Stadtrivalen FC Tango Brno, der zu diesem Zeitpunkt ebenfalls in der 2. Liga spielte. In der Spielzeit 2008/09 gelang Tango mit Havel als Mannschaftskapitän der Aufstieg in die 1. Liga.
Nach sieben Einsätzen für die tschechische U-21-Auswahl im Jahr 2003 kam Havel, dessen jüngerer Bruder Jan ebenfalls Futsal spielt, zwischen 2004 und 2006 zu 13 Einsätzen in der A-Nationalmannschaft.